# Jacek Yerka
Jacek Yerka (født 1952) er en polsk surrealistisk maler fra Toruń i Polen. Yerkas værker har været udstillet i Polen, Tyskland, Monaco, Frankrig og USA og er på flere museer i Polen.

## Opvækst og uddannelse
Jacek Yerka blev født i 1952. Begge hans forældre havde læst på kunstakademiet. Allerede som barn tegnede Yerka og lavede skulpturer. Hans interesser gjorde det svært for ham i skolen, og han har selv beskrevet sin skoletid som en "grå, nogle gange skræmmende virkelighed.
Yerka havde ikke planlagt at blive kunstner som sine forældre og overvejede at studere astronomi eller medicin. Et år inden eksamen besluttede han at arbejde som maler. Det gjorde, at han bestemte sig for at studere kunst og grafisk design.

## Karriere
Yerka begyndte at arbejde fuld tid som kunstner i 1980 og havde flere kontrakter med gallerier i Warsawa og arbejde også for kommission. Han nævner, at Hieronymus Bosch, Pieter Bruegel, Alessandro Cagliostro, Jan van Eyck og Hugo van der Goes havde indflydelse på hans arbejde. Hans motiver er mystiske væsner, vidtstrakte landskaber og ekstraordinær arkitektur.
I 1990 fik Yerka kontrakt med Hollywood-produceren Renee Daalder om at skabe figurer, monstermaskiner og surrealistiske landskaber til science fiction-filmen Strawberry fields.

## Hæder
- World Fantasy Award for Best Artist, 1995[2]
- Ærespris i Toruń, 24. juni 2008